# بينسون الوحش اللطيف
بينسون الوحش اللطيف (بالإنجليزية: Bunsen Is a Beast)‏، مسلسل تلفزيوني أمريكي من تأليف بوتش هارتمان لنيكلوديون، يتناول في قالب رسومي قصة وحش يدعى بينسون ينضم لمدرسة البشر ليصبح الأول من نوعه في المدرسة، لكن زملائه وخصوصا أماندا يريدون التخلص منه وانقراضه.

## الأصوات بالعربية
- إياس أبو غزالة بدور (بينسون)
- محمد أيتوني بدور (مايكي)
- همسة الحايك بدور (أماندا)
- رغدة الخطيب بدور (أستاذة القسم)
- عادل أبو حسون بدور (بائع المثلجات)

## روابط خارجية
- بينسون الوحش اللطيف على موقع IMDb (الإنجليزية)
- بينسون الوحش اللطيف على موقع روتن توميتوز (الإنجليزية)
- بينسون الوحش اللطيف على موقع كينوبويسك (الروسية)
- بينسون الوحش اللطيف على موقع ألو سيني (الفرنسية)
- بينسون الوحش اللطيف على موقع قاعدة بيانات الفيلم (الإنجليزية)